# 和泉屋権四郎
和泉屋 権四郎（いずみや ごんしろう、生没年不詳）は、江戸時代の江戸の地本問屋。

## 来歴
彩染堂と号す。浅草見付御門前同朋町で営業していた。享保初年に紅絵の役者絵を売り出しており、安永まで活動している。奥村源六の丹絵、奥村政信、奥村利信の紅絵、鳥居清忠の多数の漆絵、北川豊章の正本などを出版している。後に浅草から横山町1丁目新道、豊島町1丁目、本所松坂町1丁目で営業する。なお、中村座の番付版元であった。

## 作品
- 奥村源六 『市村玉柏のまさきの前』 細判 丹絵
- 鳥居清忠 『相撲見立曽我』 横中判 漆絵 享保
- 奥村政信 『初代佐野川市松の人形遣い』 幅広柱絵 紅絵
- 奥村利信 『遊君三幅対』 細判 紅絵 享保中期
- 北川豊章 『対面太神楽のつらね』 つらね正本 安永8年（1779年）3月市村座『蝶千鳥若栄曾我（ちょうちどりわかやぎそが）』より